# 戦前の日本の造船所一覧
戦前の日本の造船所一覧(せんぜんのにほんのぞうせんじょいちらん)とは、明治維新から第2次世界大戦終結までに存在した主な造船所の一覧とその所在地・変遷。
- [ ]内は造船所所在地、→は変遷を表す。

- ( )の数字は年号(西暦)。
- = の右辺はその造船所の最終名称、もしくは1945年時点での名称。

## 官営造船所

### 海軍工廠
- 呉海軍工廠 : [広島県呉市] 呉鎮守府造船部(1889)→呉海軍造船廠(1897)→呉海軍工廠(1903)
- 横須賀海軍工廠 : [神奈川県横須賀市] 横須賀製鉄所(1865)→横須賀造船所(1871)→横須賀海軍造船所(1886)→横須賀鎮守府造船部(1889)→横須賀海軍造船廠(1897)→横須賀海軍工廠(1903)
- 佐世保海軍工廠 : [長崎県佐世保市] 佐世保鎮守府造船部(1889)→佐世保海軍造船廠(1897)→佐世保海軍工廠(1903)
- 舞鶴海軍工廠 : [京都府舞鶴市] 舞鶴海軍造船廠(1901)→舞鶴海軍工廠(1903)→舞鶴工作部(1923)→舞鶴海軍工廠(1936)

### 工作部
舞鶴以外では艦艇建造なし。保守点検・修理のみ。
- 舞鶴工作部 : (1923-1936) = 舞鶴海軍工廠
- 大湊工作部 : [青森県むつ市](1905?-1945)
- 鎮海工作部 : [韓国・鎮海市]
- 馬公工作部 : [台湾・澎湖県馬公市]
- 高雄工作部 : [台湾・高雄市] (1943?-)
- 旅順工作部 : [関東州]
- 竹敷工作部 : [長崎県対馬](1896-1912)

### 特設工作部
外地に設置した臨時の工作部
- 第1工作部 : [中国・上海]
- 第2工作部 : [中国・香港]
- 第4工作部 : [トラック諸島]
- 第8工作部 : [ラバウル]
- 第30工作部 : [パラオ]
- 第101工作部 : [シンガポール]
- 第102工作部 : [インドネシア・スラバヤ]
- 第103工作部 : [フィリピン・マニラ]
- 第104工作部 : [トラック諸島] = 第4工作部?

### その他
- 小野浜造船所 : [神戸市] 小野浜鉄工場(1868)→(民営)小野浜造船所(1878)→(官営)小野浜造船所(1884)→1895年閉鎖

## 民間造船所

### 艦艇を建造した造船所

#### あ行
- 浅野造船所 : = 日本鋼管鶴見造船所
- 石川島造船所 : = 東京石川島造船所
- 石川島平野造船所 : = 東京石川島造船所
- 因島船渠 : = 日立造船因島工場
- 浦賀船渠 : [横須賀市] (1897-)
- 内田造船所 : = 横濱鉄工所
- 大阪鉄工所 : = 日立造船
  - 桜島工場 :
  - 因島工場 :
- 大阪造船所 : [大阪市??区] (1936-)

#### か行
- 川崎重工業 :川崎築地造船所(1878)→川崎兵庫造船所(1881)→川崎造船所(1896)→川崎重工業(1939)
  - 神戸工場 : [神戸市] 兵庫製鉄所(1867)→兵庫制作所→兵庫造船局(1883)→兵庫造船所(1885)→川崎兵庫造船所(1886)[1]→川崎造船所(1896)→川崎重工業神戸工場(1939)
  - 棚川工場 : [??]
  - 泉州工場 : [大阪府泉南郡岬町](1942-1949)
- 川崎造船所 : = 川崎重工業,川崎重工業神戸工場
- 川南工業 : 
  - 香焼島造船所 : [長崎県長崎市]
  - 深堀造船所 : [長崎県長崎市](1943-)
  - 浦之崎造船所 : [佐賀県伊万里市]

- 協和造船 : [大阪市大正区] (1944-1945)
- 神戸製鋼所造船部 : = 播磨造船所

注）
1. ↑  川崎兵庫造船所が官営兵庫造船所の払い下げを受けた年

#### た行
- 玉造船所 : = 三井造船玉野造船所
- 鶴見製鉄造船 : = 日本鋼管鶴見造船所
- 帝国汽船造船部 : = 播磨造船所
- 東京石川島造船所 : [東京都中央区/江東区] 石川島造船所(1853)→石川島平野造船所(1876)→石川島造船所(1889)→東京石川島造船所(1893)
- 東京造船所 :

#### な行
- 長崎溶鉄所 : = 三菱重工業長崎造船所
- 長崎製鉄所 : = 三菱重工業長崎造船所
- 長崎造船局 : = 三菱重工業長崎造船所
- 長崎造船所 : = 三菱重工業長崎造船所
- 浪速船渠 : [大阪市？] (1943?-1945?)
- 日本鋼管鶴見造船所 : [横浜市鶴見区] 横浜造船所(1916)→浅野造船所(1916)→鶴見製鉄造船(1936)→日本鋼管鶴見造船所(1940)
- 日本海船渠工業 : [富山県富山市] (1940-)
- 新潟鉄工所 : [新潟県新潟市] 日本石油付属新潟鉄工所(1895)→新潟鉄工所(1910)

#### は行
- 函館船渠 : [北海道函館市] (1896-)
- 播磨船渠 : = 播磨造船所
- 播磨造船 : = 播磨造船所
- 播磨造船所 : [兵庫県相生市] 播磨船渠(1907-1909,1900)→播磨造船(1912)→播磨造船所(1916)→帝国汽船造船部(1918)→神戸製鋼所造船部(1921)→播磨造船所(1929)
- 彦島船渠 : = 日立造船彦島工場
- 日立造船 : 大阪鐵工所(1881)→日立造船(1943)
  - 桜島工場 : [大阪市此花区] 大阪鐵工所(1881)→大阪鐵工所桜島工場(1911)→日立造船桜島工場(1943)
  - 因島工場 : [広島県尾道市] 土生船渠(1898)→因島船渠(1903)→大阪鐵工所因島工場(1911)→日立造船因島工場(1943)
  - 築港工場 : [大阪市?] 原田造船築港工場(1903)→大阪鐵工所築港工場(1920)→日立造船築港工場(1943)
  - 向島工場 : [広島県尾道市]水野船渠(1913)→向島船渠(1918)→日立造船向島造船所(1943)
  - 神奈川工場 : [川崎市川崎区] (1944-)
  - 彦島工場 : [山口県下関市] 江浦造船→彦島船渠→大阪鐵工所彦島工場(1924)→日立造船彦島工場(1943)→三菱重工業下関造船所へ(1943)
- 藤永田造船所 : [大阪市住吉区]

#### ま行
- 三井物産造船部 :　= 三井造船玉野造船所
- 三井造船玉野造船所 : [岡山県玉野市] 三井物産造船部(1917)→玉造船所(1937)→三井造船玉野造船所(1942)
- 三菱重工業 : 郵便汽船三菱会社(1886)→三菱合資会社(1893)→三菱造船(1917)→三菱重工業(1934)
  - 長崎造船所 : [長崎県長崎市] 長崎溶鉄所→長崎製鉄所→長崎造船局(1883)→郵便汽船三菱会社(1886)→三菱合資会社三菱造船所(1893)→三菱造船長崎造船所(1917)→三菱重工業長崎造船所(1934)
  - 神戸造船所 : [神戸市] (1905-)
  - 下関造船所 : [山口県下関市] 彦島造船所(1914)→下関造船所(1943)
  - 彦島造船所 : = 下関造船所
  - 横浜造船所 : [横浜市] 横浜船渠(1891)→三菱重工業横浜船渠(1935)→三菱重工業横浜造船所(?)
  - 若松造船所 : [北九州市？] (1943-1947)
- 三菱合資会社 : = 三菱重工業
  - 三菱造船所 :
  - 神戸造船所 :
  - 彦島造船所 :
- 三菱造船 : = 三菱重工業
  - 長崎造船所 :
  - 神戸造船所 :
- 向島船渠 : = 日立造船向島工場

#### や行
- 郵便汽船三菱会社 :  = 三菱重工業長崎造船所
- 横浜船渠 : = 三菱重工業横浜造船所
- 横濱鉄工所 : [横浜市？] 内田造船所(1918)→横濱鉄工所(1921)→1923年閉鎖?

### 不明・未分類
- 名古屋造船 : [名古屋市港区] (1941-)
- 日産造船所 : [広島県尾道市] 杉原造船鉄工所(1929)→日産造船所(1942)